# (2813) Zappalà
(2813) Zappala, désignation internationale (2813) Zappalà, est un astéroïde de la ceinture principale.

## Description
(2813) Zappala est un astéroïde de la ceinture principale. Il fut découvert le 24 novembre 1981 à la station Anderson Mesa par Edward L. G. Bowell. Il présente une orbite caractérisée par un demi-grand axe de 3,14 UA, une excentricité de 0,15 et une inclinaison de 14,7° par rapport à l'écliptique.

## Compléments